# Шилыково (Ивановская область)
Шилы́ково — село в Лежневском районе Ивановской области, административный центр Шилыковского сельского поселения.

## География
Территория Шилыково занимает часть Волго-Клязьминского междуречья и располагается на моренной и водноледниковой равнине, в 12,2 км к западу от аэропорта Иваново-Южный (32 км по автодорогам). В 2,8 км к северу от села проходит трасса Р152 (участок Тейково — Иваново).
Климат окрестностей — умеренно континентальный с теплым летом и умеренно-холодной снежной зимой.
В состав села входит садовое товарищество  «Керамик», а также улицы Зелёная, Лесная, Полевая, Садовая и Солнечная.

## Население
| 1859 | 1905 | 2010  |
| ---- | ---- | ----- |
| 200  | ↘182 | ↗1816 |

## Инфраструктура
Село газифицировано. Есть средняя общеобразовательная школа, птицефабрика, АЗС.

## Промышленность
Пелгусовский кирпичный завод(на данный момент закрыт, обанкротился. Сейчас на территории завода находится предприятие по производству пластиковых окон).